# Monteleone Rocca Doria
Monteleone Rocca Doria – miejscowość i gmina we Włoszech, w regionie Sardynia, w prowincji Sassari. Graniczy z Padria, Romana i Villanova Monteleone.
Według danych na rok 2004 gminę zamieszkuje 127 osób, 10,6 os./km².